# 唯野未歩子
唯野 未歩子（ただの みあこ、1973年10月2日 - ）は、東京都出身の女優、映画監督、脚本家である。クォータートーン所属。身長161cm。主に自主映画製作を手がけてきた。武蔵野美術短期大学グラフィックデザイン専攻、多摩美術大学芸術学部映像コース卒業。
夫は映画監督の古厩智之。2008年7月に長男を出産した。

## 略歴
1994年より矢口史靖、鈴木卓爾の自主短編ビデオシリーズ 『ワンピース』 のうち15作品に出演し、1998年に斎藤久志監督作品 『フレンチドレッシング』 で本格的に商業映画に女優として進出。第53回毎日映画コンクール・スポニチグランプリ新人賞を受賞。2005年には『三年身籠る』で長編映画を初めて監督し、脚本・原作も担当した。現在は女優としての活動のみならず、映画監督や脚本家、小説家としても活躍する。

## 主な出演作品

### 映画
- フレンチドレッシング （1998年）
- サンデイドライブ （1998年）
- クルシメさん（井口昇監督）1998年
- 金髪の草原 （1999年）
- 大いなる幻影 （1999年）
- ざわざわ下北沢 （2000年）
- さゞなみ （2002年）
- いたいふたり （2002年）
- パルコフィクション （2002年）
- 恋する幼虫 （2003年）
- ナイン・ソウルズ （2003年）
- ジャンプ （2003年）
- 透光の樹 （2004年）
- 血と骨 （2004年）
- 犬と歩けば チロリとタムラ （2004年）
- それでもボクはやってない （2007年）
- Sweet Rain 死神の精度 （2008年）
- ゲゲゲの女房（2010年）
- 「また、必ず会おう」と誰もが言った。（2013年）
- 三つの朝（2018年）
- mellow(メロウ)　今泉力哉監督（2020年）
- 劇場版「きのう何食べた?」（2021年11月）
- はだかのゆめ（2022年11月）
- PLAY!〜勝つとか負けるとかは、どーでもよくて〜（2024年3月） - 田中律子 役[1]
- 敵（2025年1月17日）[2]
- 時には懺悔を（2026年公開予定）[3][4]

### テレビドラマ
- さわやか3組 （2000年、NHK教育）
- 柔らかな頬 （2001年、BS-i）
- 黒い十人の女 （2002年、フジテレビ）
- 中学生日記 （2003年、NHK教育）
- 探偵事務所5 （2005年）
- 世にも奇妙な物語 春の特別編「美女缶」（2005年4月、フジテレビ）- ハル 役
- ディビジョン1 ステージ7 『東京ミチカ』 （2006年、フジテレビ）- キョウコ 役
- 贖罪 最終話（2012年2月5日、WOWOW） - 青木鈴花 役
- きのう何食べた? 第1話・第6話・第12話（2019年4月6日・5月11日・6月29日、テレビ東京）- スーパー中村屋のオバちゃん 役
  - きのう何食べた?正月スペシャル2020（2020年1月1日、テレビ東京）
  - きのう何食べた? season2（2023年10月7日 - 12月23日、テレビ東京）[5]
- それ忘れてくださいって言いましたけど。 第2話 - 最終話（2022年4月30日 - 6月11日、Paravi） - チカさん 役[6]
- ハッピー・オブ・ジ・エンド（2024年9月3日 - 、フジテレビ） - ケイト・浩然の母 役[7]

### ラジオドラマ
- パパ友・センチメンタルの会（2013年、NHKFM）

### CM
- 花王「ビオレ洗顔フォーム」
- ロッテ「アーモンドチョコレート」
- 大塚製薬「ネイチャーメイド」
- ピエトロ「ピエトロドレッシング」
- 朝日新聞「朝日新聞2002」
- NTT Docomo 「Go!Go!テレ電ズ」市川隼監督
- PSP 「ポポロクロイス物語」
- KIRIN「発泡酒 8月のキリン」
- リクルート「リクナビNEXT 階段篇」
- オルビス「AQUA FORCE 唯野さんのカメラ篇」
- 日本マクドナルド「M POWER（ナレーション）」
- 日本ジュエリー協会「JJAジュエリーつながり愛キャンペーン（ナレーション）」
- メガネのタナカ「コスメ発想のメガネ　sora」
- ファイザー製薬「痛みに向き合い、未来に寄り添う。」

### 舞台
- SOLID（ソリッド）（1999年、THEATER/TOPS）第7回読売演劇大賞作品賞。
- お迎え準備（2000年、劇場MOMO）
- リアルエチュード（2011年、青山円形劇場）脚本のない即興劇。

## 監督作品

### 映画
- 三年身籠る（2006年） - 脚本・原作も。第21回高崎映画祭若手監督グランプリ受賞。
- Nihon no uta（2010年）第二集「浜辺の歌」短編

## 著作
- 『三年身籠る』（2005年、マガジンハウス） - 映画と同時進行で執筆した処女小説。2009年には文春文庫から文庫版刊行。
- 『正直な娘』（2007年、マガジンハウス） - 恋愛小説　のち小学館文庫
- 『走る家』（2007年、講談社） - 短編小説集。
- 『ぼくらが旅にでる理由』（2009年、文藝春秋）
- 『きみと澄むこと』（2010年、新潮社）
- 『ほんとうに誰もセックスしなかった夜』（2011年、小学館）2015年, 文庫
- 『はじめてだらけの夏休み』（2012年、祥伝社）第29回坪田譲治文学賞候補
- 『青きを踏む、花曇り、その他の短篇』（2014年、幻冬舎）−ヒットソングをモチーフに、様々な人たちの「片思い」の瞬間が浮上する連作小説。電子書籍オリジナル。
- 『彼女たちがやったこと』（2018年、筑摩書房）ー平凡すぎる女と非凡な美女。相克のはてに、暴走するふたり。

### 共著
- 『JOY!』（2008年、講談社） - 嶽本野ばら、角田光代、井上荒野、江國香織との共著によるリレー小説集。　文庫「彼の女たち」（2012年、講談社）
- 『女友だち』（2010年、小学館） - 角田光代、井上荒野、栗田有起、川上弘美との共著によるアンソロジー。
- 『渇き。STORY BOOK』（2014年6月、宝島社）ー深町秋生、中島哲也、門間宣裕との共著。『渇き。』のシナリオを収録。
- 『100万分の1回のねこ』（2015年7月、講談社）ー佐野洋子の絵本『100万回生きたねこ』に捧げるアンソロジー短編集。共著者は、江國香織、岩瀬成子、くどうなおこ、井上荒野、角田光代、町田康、今江祥智、山田詠美、綿矢りさ、川上弘美、広瀬弦、谷川俊太郎。

## 脚本

### 映画
- 渇き。（2014年）- 中島哲也、門間宣裕との共同脚本
- ミスミソウ（2018年）

### テレビドラマ
- 中学生日記 （NHK名古屋放送局）
  - 地底人伝説 （2003年5月）   ※全4回のうち第2回と第4回を担当。後に小説化される。
  - わたしたちの名前はどの辞書にも載っていない（前編） （2004年5月） 
  - わたしたちの名前はどの辞書にも載っていない（後編） （2004年6月） 
  - 彼女たちの向こう岸
    - 第1回 子供はわかってくれない（2005年11月） 
    - 第2回 誰もわかってくれない（2005年11月） 
    - 第3回 あっち側／こっち側 （2005年11月） 

  - 初夏の朝 （2007年6月）
- 時々迷々 （NHK教育）
  - 大好きな絵本 (2009年)
  - 最後のうそ (2010年)
  - お姉ちゃんと呼ばないで (2010年)